# Wojciech Chmielewski
Wojciech Jerzy Chmielewski (Kowary, 13 aprile 1995) è uno slittinista polacco.

## Biografia
Ha iniziato a gareggiare nel 2012 per la nazionale polacca nelle varie categorie giovanili sia nella specialità del singolo che in quella del doppio, in quest'ultima inizialmente in coppia con Mateusz Zakowicz e dal 2015 stabilmente con Jakub Kowalewski.

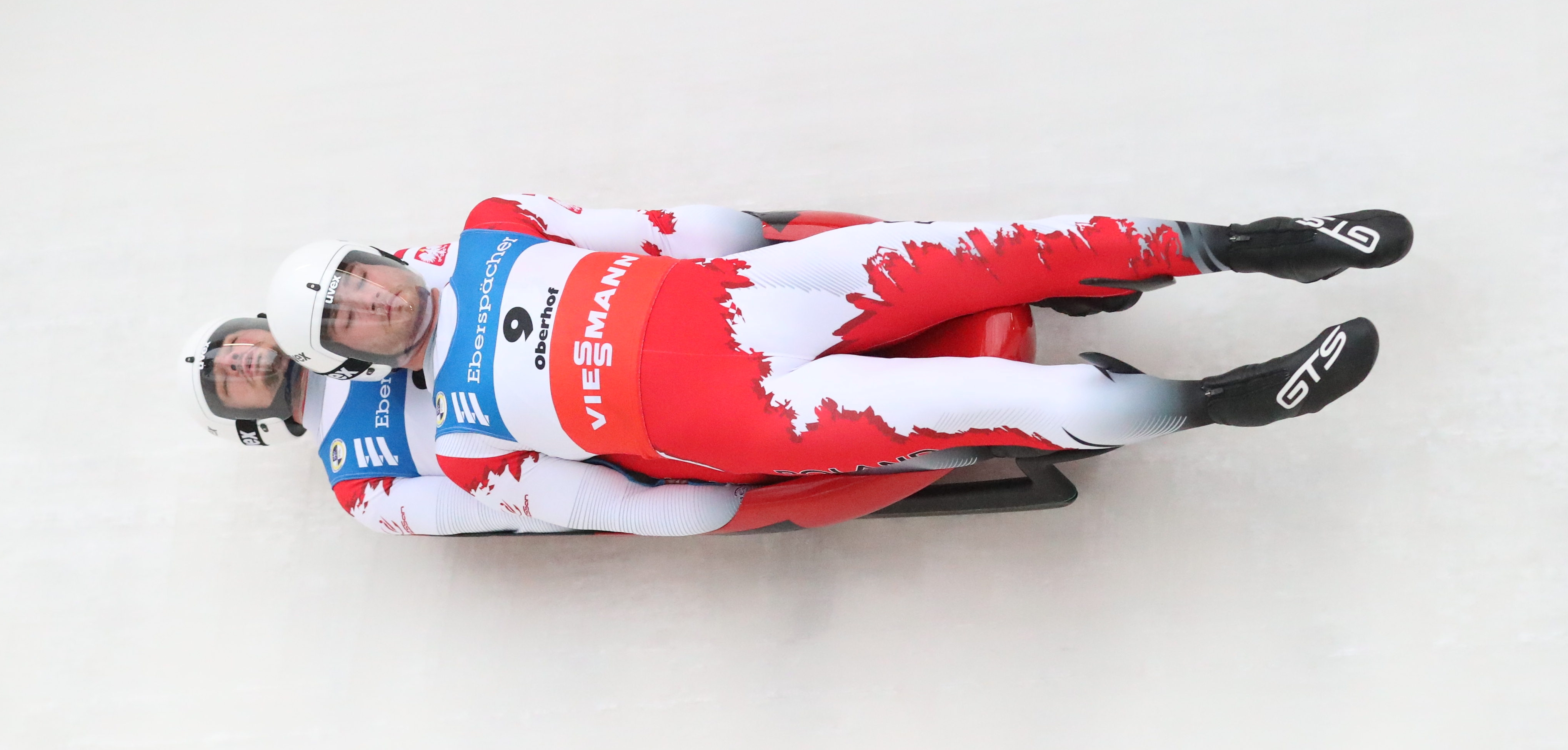
Chmielewski (sopra) e Kowalewski in gara a Oberhof nel 2020

A livello assoluto ha esordito in Coppa del Mondo nella stagione 2015/16, il 29 novembre 2015 a Innsbruck, dove giunse ventesimo nel singolo, mentre nella specialità biposto debuttò con Kowalewski a Sigulda nella settimana seguente, terminando la gara al tredicesimo posto. Ottenne il suo primo podio il 23 febbraio 2020 a Winterberg, nella penultima gara della stagione 2019/20, piazzandosi terzo nel doppio. In classifica generale come miglior risultato si è piazzato al trentasettesimo posto nella specialità del singolo nel 2015/16 e all'undicesimo in quella del doppio nel 2019/20.
Ha partecipato ai Giochi olimpici invernali di Pyeongchang 2018, occasione in cui è terminato dodicesimo nel doppio e ottavo nella prova a squadre.
Ha altresì preso parte a sei edizioni dei campionati mondiali. Nel dettaglio i suoi risultati nelle prove iridate sono stati, nel doppio: diciassettesimo a Sigulda 2015, undicesimo a Schönau am Königssee 2016, ventesimo a Innsbruck 2017, ottavo a Winterberg 2019, tredicesimo a Soči 2020 e ottavo a Schönau am Königssee 2021; nel doppio sprint: decimo a Winterberg 2019, decimo a Soči 2020 e ottavo a Schönau am Königssee 2021; nella prova a squadre: nono a Sigulda 2015, ottavo a Schönau am Königssee 2016, ottavo a Innsbruck 2017, settimo a Winterberg 2019, settimo a Soči 2020 e gara non conclusa a Schönau am Königssee 2021. Nell'edizione del 2016 ha inoltre conseguito la medaglia d'oro nel doppio nella speciale classifica riservata agli atleti under 23.
Agli europei ha invece totalizzato quali migliori piazzamenti il sesto posto nel doppio a Lillehammer 2020 e il quinto nella staffetta mista a Schönau am Königssee 2017.

## Palmarès

### Mondiali under 23
- 1 medaglia:
  - 1 oro (doppio a Schönau am Königssee 2016).

### Coppa del Mondo
- Miglior piazzamento in classifica generale nel singolo: 37º nel 2015/16.
- Miglior piazzamento in classifica generale nel doppio: 11º nel 2019/20.
- 2 podi (1 nel doppio, 1 nelle gare a squadre):
  - 2 terzi posti.

### Coppa del Mondo juniores
- Miglior piazzamento in classifica generale nel singolo: 14º nel 2013/14.
- Miglior piazzamento in classifica generale nel doppio: 10º nel 2013/14.

### Coppa del Mondo giovani
- Miglior piazzamento in classifica generale nel singolo: 28º nel 2012/13.
- Miglior piazzamento in classifica generale nel doppio: 8º nel 2012/13.